# Remigiusz Trawiński
Remigiusz Trawiński (* 20. März 1958 in Warschau) ist ein polnischer Unternehmer und Fußballtrainer. Er gilt als einer der bedeutendsten Aktivisten und Förderer im polnischen Frauenfußball.
Trawiński ist Cheftrainer und Präsident des aktuellen Polnischen Meisters und Pokalsiegers im Frauenfußball, RTP Unia Racibórz. Hauptsponsor des Vereins ist seine private Steinsetzerfirma Bruki Trawiński.
Seit dem 25. Januar 2011 übt Trawiński zugleich die neu geschaffene Funktion des Managers der polnischen Fußballnationalmannschaft der Frauen aus.